# Paridotea fucicola
Paridotea fucicola là một loài chân đều trong họ Idoteidae. Loài này được Barnard miêu tả khoa học năm 1914.